# Onthophagus colffsi
Onthophagus colffsi är en skalbaggsart som beskrevs av Lansberge 1883. Onthophagus colffsi ingår i släktet Onthophagus och familjen bladhorningar. Inga underarter finns listade i Catalogue of Life.